# Noam Brusilovsky
Noam Brusilovsky (* 1989 in Haifa) ist ein deutsch-israelischer Theater- und Hörspielmacher.

## Leben
Noam Brusilovsky absolvierte 2007 die Kunstschule Thelma Yellin High School of the Arts in Giv’atajim. Er zog 2012 nach Berlin, wo er 2018 sein Studium der Theaterregie an der Hochschule für Schauspielkunst „Ernst Busch“ absolvierte.
Sein Stück Woran man einen Juden erkennen kann gastierte 2015 auf dem „Körber Studio Junge Regie“ in Hamburg und wurde 2016 als Hörspiel des Deutschlandfunk produziert.
Für den SWR inszenierte er 2017 das Hörspiel Broken German nach Tomer Gardis gleichnamigen Roman. Das Hörspiel wurde mit dem Deutschen Hörspielpreis der ARD ausgezeichnet.
Die Premiere seiner Diplominszenierung Orchiektomie rechts im Berliner bat-Studiotheater war im Dezember 2017. Er wurde mit dieser autobiografischen Solo-Performance 2018 auf das Festival Radikal jung am Münchner Volkstheater eingeladen und gastierte damit auch beim Festival Fast Forward am Staatsschauspiel Dresden 2018.
Weitere Hörspiele realisierte Brusilovsky für den SWR, den Deutschlandfunk, den rbb und den WDR. Seine Theaterprojekte, die auf zahlreichen Festivals gastierten, wurden am Münchner Residenztheater, am Münchner Volkstheater, am Konzerttheater Bern, in den Berliner Sophiensaelen und am Stadttheater Klagenfurt realisiert.

## Video
- Körber Studio Junge Regie 2015: Woran man einen Juden erkennen kann (Video auf Youtube)

## Audio
- Adolf Eichmann: Ein Hörprozess – Ein Prozess schreibt Rundfunkgeschichte, 57 Minuten, NDR 2. Februar 2022, Begleitartikel Regisseur Brusilovsky über "Adolf Eichmann: Ein Hörprozess", NDR 1. Februar 2022
- Hörspiel des Monats November 2022 Faust (hab’ ich nie gelesen), 74.33 Minuten, Deutschlandfunk 17. Dezember 2022, Audio-Version, sowie auf der Website des SWR

## Auszeichnungen
- 2017 Deutscher Hörspielpreis der ARD für Broken German.[2]
- 2018 Hörspiel des Monats Mai für We Love Israel.[5]
- 2021 Hörspiel des Monats August für Die Arbeit an der Rolle.[6]
- 2021 Deutscher Hörspielpreis der ARD, zusammen mit Ofer Waldman, für Adolf Eichmann: Ein Hörprozess[7]
- 2022 Hörspielpreis der Kriegsblinden zusammen mit Lucia Lucas für Die Arbeit an der Rolle
- 2022 Nestroy-Theaterpreis – Auszeichnung mit dem Spezialpreis für Nicht sehen am  Stadttheater Klagenfurt[8]
- 2022 Hörspiel des Monats November für Faust (hab’ ich nie gelesen)[9]
- 2024 Prix Italia für Exzess (Eine Techno-Oper)[10]